# Франквил (Ер)
Франквил (фр. Franqueville) насеље је и општина у северној Француској у региону Горња Нормандија, у департману Ер која припада префектури Берне.
По подацима из 2011. године у општини је живело 308 становника, а густина насељености је износила 101,65 становника/km². Општина се простире на површини од 3,03 km². Налази се на средњој надморској висини од 142 метара (максималној 157 m, а минималној 129 m).

## Демографија
| 1962. | 1968. | 1975. | 1982. | 1990. | 1999. | 2011. |
| ----- | ----- | ----- | ----- | ----- | ----- | ----- |
| 85    | 94    | 116   | 174   | 273   | 256   | 308   |

График промене броја становника у току последњих година